# K-1 WORLD MAX 2010 〜-63kg Japan Tournament 1st Round〜
K-1 WORLD MAX 2010 〜-63kg Japan Tournament 1st Round〜は、K-1の大会の一つ。
2010年5月2日、東京都文京区のJCBホールで行われた。

## 大会概要
K-1初となる-63kg級のトーナメントが開幕し、決勝大会出場を目指し査定試合11試合が行われた。
査定試合の勝者である裕樹、才賀紀左衛門、久保優太、松本芳道、大和哲也、尾崎圭司、石川直生、上松大輔が7月5日のK-1 WORLD MAX 2010 〜-70kg World Championship Tournament FINAL16 / -63kg Japan Tournament FINAL〜で行われた決勝大会に出場した。谷山俊樹、麻原将平、卜部功也の3名はリザーブファイトに出場した。
優勝候補とも目されていた山本真弘は、大和哲也に判定負けを喫した。

## 試合結果
第1試合 -63kg Japan Tournament 1st Round（K-1ルール／3分3R延長1R）
○  裕樹 vs.  "狂拳"竹内裕二 ×
2R 1:53 KO（右ハイキック）
※裕樹がトーナメント準々決勝進出
第2試合 -63kg Japan Tournament 1st Round（K-1ルール／3分3R延長1R）
○  谷山俊樹 vs.  卜部弘嵩 ×
延長R終了 判定2-1（10-9、9-10、10-9）
3R終了時 判定0-1（30-30、29-30、30-30）
※谷山がトーナメント準々決勝進出
第3試合 -63kg Japan Tournament 1st Round（K-1ルール／3分3R延長1R）
○  麻原将平 vs.  嶋田翔太 ×
3R終了 判定3-0（29-28、30-27、29-28）
※麻原がトーナメント準々決勝進出
第4試合 -63kg Japan Tournament 1st Round（K-1ルール／3分3R延長1R）
○  卜部功也 vs.  大石駿介 ×
3R終了 判定3-0（30-28、30-28、30-28）
※卜部がトーナメント準々決勝進出
第5試合 -63kg Japan Tournament 1st Round（K-1ルール／3分3R延長1R）
○  才賀紀左衛門 vs.  ファイヤー原田 ×
3R終了 判定3-0（30-27、30-27、30-27）
※才賀がトーナメント準々決勝進出
第6試合 -63kg Japan Tournament 1st Round（K-1ルール／3分3R延長1R）
○  久保優太 vs.  DJ.taiki ×
3R終了 判定3-0（30-27、30-27、30-27）
※久保がトーナメント準々決勝進出
第7試合 -63kg Japan Tournament 1st Round（K-1ルール／3分3R延長1R）
○  松本芳道 vs.  大月晴明 ×
3R終了 判定3-0（28-27、29-27、29-28）
※松本がトーナメント準々決勝進出
第8試合 スーパーファイト 70kg契約（K-1ルール／3分3R延長1R）
○  ヴァヒド・ロシャニ vs.  城戸康裕 ×
3R終了 判定3-0（30-28、30-29、30-28）
第9試合 -63kg Japan Tournament 1st Round（K-1ルール／3分3R延長1R）
○  大和哲也 vs.  山本真弘 ×
延長R終了 判定3-0（10-7、10-7、10-7）
3R終了時 判定1-0（29-29 30-30 30-29）
※大和がトーナメント準々決勝進出
第10試合 -63kg Japan Tournament 1st Round（K-1ルール／3分3R延長1R）
○  尾崎圭司 vs.  小宮山工介 ×
3R終了 判定2-1（29-30、30-29、30-29）
※尾崎がトーナメント準々決勝進出
第11試合 -63kg Japan Tournament 1st Round（K-1ルール／3分3R延長1R）
○  石川直生 vs.  渡辺理想 ×
3R終了 判定3-0（30-29、30-29、30-29）
※石川がトーナメント準々決勝進出
第12試合 メインイベント -63kg Japan Tournament 1st Round（K-1ルール／3分3R延長1R）
○  上松大輔 vs.  チョン・ジェヒ ×
1R 1:09 KO（左フック）
※上松がトーナメント準々決勝進出